# Janko Prunk
Janko Prunk, , slovenski zgodovinar in politik, * 30. december 1942, Loka pri Zidanem Mostu.
Prunk piše in je pisal o novejši zgodovini, nastanku modernih političnih formacij in zgodovini socialne in politične filozofije v Sloveniji in o idejni in politični zgodovini Evrope od konca 18. stoletja do danes, še posebej o problematiki slovenskega krščanskega socializma in o slovenskem narodnem vprašanju.

## Življenje
Na Filozofski fakulteti Univerze v Ljubljani je leta 1966 diplomiral iz zgodovine, magistriral leta 1972 (zagovor magistrskega dela  30.10.1972), doktoriral pa leta 1976 (obramba 27.12.1976, promocija 7.3.1977) s takrat kontroverzno temo Pot krščanskih socialistov v Osvobodilno fronto slovenskega naroda 1918-1941. Pozneje se je usposabljal tudi na Univerzi v Leipzigu in na Visoki šoli za socialne študije v Parizu. Med letoma 1984, 1988 in 1995 je bil štipendist fundacije Alexander von Humboldt in je kot gostujoči profesor poučeval na univerzah v Kölnu in Freiburgu. Je član Inštituta za evropsko zgodovino v Mainzu in sodelavec Centra za raziskovanje evropske integracije v Bonnu. Zaposlen je bil na Inštitutu za zgodovino delavskega gibanja (kasneje preimenovan v Inštitut za novejšo zgodovino) in obenem poučeval, sprva na Pedagoški akademiji, nato pa zgodovino jugoslovanskih narodov (od 1988 kot redni profesor) na Fakulteti za družbene vede v Ljubljani, kjer se je 1995 (ko je za Stanetom Južničem prevzel predavanja iz novejše/sodobne oz. Moderne zgodovine) tudi v celoti zaposlil in se tam leta 2012 tudi upokojil.
Po upokojitvi se je poleg strokovnega dela lotil tudi leposlovja in izdal zgodovinski roman, ki se dotika časa in konteksta svoje doktorske disertacije z naslovom Iskanje pristana (2021). Njegovo zadnje delo je monografija Zgodovina slovenske politične misli (Cankarjeva založba, 2023).

## Politika
Bil je tudi aktivno udeležen v politiki. Kot zgodnji občudovalec Jožeta Pučnika se je leta 1990 priključil Socialdemokratski stranki Slovenije. Stranko je zapustil spomladi leta 2008. Bil je minister za Slovence po svetu in narodnosti v Sloveniji v prvi vladi Janeza Drnovška (1992-93).
V letu 2005 ga je zunanji minister Dimitrij Rupel imenoval za predsednika slovensko-hrvaške zgodovinske komisije.
Je tudi predsednik sveta Društva izgnancev Slovenije.

## Priznanja in nagrade
- 1999 - priznanje ambasador znanosti Republike Slovenije za zasluge pri utrjevanju slovenske identitete v svetu
- 2012 - zlata plaketa Univerze v Ljubljani
- 2014 - zaslužni profesor Univerze v Ljubljani.
- 2016 - Zoisova nagrade za vrhunske dosežke (za znanstveno monografijo Zgodovina Evrope v dobi racionalistične civilizacije 1775–2015)

## Dela
- Janko Prunk, Pot krščanskih socialistov v Osvobodilno fronto slovenskega naroda, Ljubljana, Cankarjeva založba, 1977;
- Janko Prunk (1984). Boris Kidrič. Mladinska knjiga.
- Janko Prunk, Slovenski narodni programi : narodni programi v slovenski politični misli od 1848 do 1945. 2. izd., Ljubljana, Društvo 2000, 1987;
- Janko Prunk, Nova slovenska samozavest : pogovori s slovenskimi političnimi prvaki. Ljubljana, 1990;
- Janko Prunk, Slovenski narodni vzpon : narodna politika (1768-1992). Ljubljana, 1992;
- Janko Prunk, Vodnik po slovenskih vinorodnih okoliših, Ljubljana, 1994, ISBN 961-90119-1-0;
- Janko Prunk, Kratka zgodovina Slovenije, Ljubljana, 1996, ISBN 961-90119-2-9;
- Die rationalistische Zivilisation. Bonn: Zentrum für Europäische Integrationsforschung Rheinische Friedrich-Wilhelms-Universität. 2003. ISBN 3-936183260. (spletna objava);
- Janko Prunk, Slovenian historia (v finskem jeziku), Kirja-aurora, 2004, ISBN 951-29-2678-4;
- Janko Prunk, Zgodovina ideoloških spopadov med vojnama. Ljubljana, Društvo 2000, 2004;
- Janko Prunk, Žrtve vojne in revolucije, Državni svet Republike Slovenije, 2005, ISBN 961-6453-08-4;
- Janko Prunk, Cirila Toplak in Marjeta Hočevar, Parlamentarna izkušnja Slovencev : 1848-2004. 2. razširjena izd. Knjižna zbirka Politični procesi in institucije. Ljubljana, Fakulteta za družbene vede, 2006, ISBN 961-235-223-2;
- Janko Prunk, Facts about Slovenia (v angleškem jeziku), Vlada Republike slovenije, 2005, ISBN 961-6435-10-8;
- Janko Prunk, Fakten über Slowenien (v nemškem jeziku), Kommunikationsamt der Regierung der Republik Slowenien, 2007, ISBN 978-961-6435-44-4;
- Janko Prunk, Datos sobre Eslovenia (v španskem jeziku), Eslovenia Instituto de Geodesía de Eslovenia, 2007, ISBN 978-961-6435-42-0;
- Janko Prunk, Kratka zgodovina Slovenije. 3. razširjena in dopolnjena izd. Ljubljana, 2008;
- A Brief History of Slovenia (3. dopolnjena izd.). Ljubljana: Založba Grad. 2008. ISBN 978-9619244807.;
- Racionalistična civilizacija : 1776-2000. Ljubljana: Mladinska knjiga. 2008. ISBN 978-9610106296..
- Janko Prunk, Faits sur la Slovénie (v francoskem jeziku), Bureau gouvernemental pour la communication, 2009, ISBN 978-961-6435-58-1;
- Facts about Slovenia. Government Communication Office. 2011. ISBN 978-961-6435-55-0.
- Janko Prunk (2014). Sto let življenja slovenskih političnih strank : 1890-1990. Marjetka Rangus. Založba FDV. ISBN 978-961-235-683-5.
- Zgodovina Evrope v dobi racionalistične civilizacije 1775-2015. Cankarjeva založba. 2015. ISBN 978-961-282-131-9.*